# مايرون س. كرامر
مايرون س. كرامر (بالإنجليزية: Myron C. Cramer)‏ هو عسكري أمريكي، ولد في 6 نوفمبر 1881 في Portland, Connecticut ‏ في الولايات المتحدة، وتوفي في 25 مارس 1966 في واشنطن العاصمة في الولايات المتحدة.